# WWE Extreme Rules

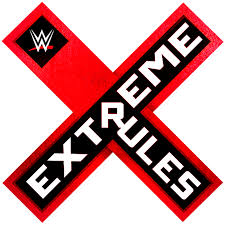
Extreme rulea

Extreme Rules este un eveniment pay-per-view anual de wrestling organizat în luna aprilie sau mai de federația WWE. Este PPV de dupa WrestleMania.
Numele evenimentului provine de la termenul "reguli extreme" ("extreme rules" în limba engleză), care WWE folosește pentru a se referi la meciuri cu reguli hardcore wrestling; defuncta promovarea Extreme Championship Wrestling (ECW) inițial a folosit termenul pentru a descrie regulile pentru toate luptele sale. Numele evenimentului a fost denumit în 2009, dar tema acestuia a început cu predecesorul său, One Night Stand, care a fost promovat în 2005 și 2006, ca o reuniune a ECW. În 2009, WWE a redenumit evenimentul One Night Stand în Extreme Rules.
Evenimentul Extreme Rules 2009 a fost considerat de către WWE ca o continuare directă a cronologiei One Night Stand. Dar evenimentul din 2010 a fost ulterior promovat ca cel de-al doilea eveniment sub o nouă cronologie, care nu este o continuare directă a evenimentului One Night Stand. în anul 2010, Extreme Rules a fost mutat din iunie până la sfârșitul lunii aprilie/începutul lunii mai pentru a înlocui Backlash ca post-eveniment de dupa WrestleMania. Pentru 2013, evenimentul a fost programat să aibă loc la mijlocul lunii mai și înlocuind Over the Limit, care a fost mutat în octombrie, înainte de a fi abandonat mai târziu în acel an și înlocuit Battleground.

## Istoric

### 2009
Extreme Rules 2009 a avut loc pe data de 7 iunie 2009, evenimentul fiind gazduit de New Orleans Arena
din New Orleans, Louisiana.
- Kofi Kingston i-a învins pe MVP, William Regal și Matt Hardy păstrându-și centura WWE United States Championship
  - Kofi l-a numarat pe Regal dupa un «Trouble in Paradise».
- Chris Jericho l-a învins pe Rey Mysterio câștigând titlul WWE Intercontinental Championship
  - Jericho l-a numarat pe Mysterio cu un «Roll-Up» dupa ce i-a luat masca.
- CM Punk l-a învins pe Umaga într-un Samoan Strap Match
  - Punk a câștigat meciul, după ce a atins ce-le patru colțuri a ringului
  - Aceasta a fost ultima luptă a lui Umaga în WWE.
- Tommy Dreamer i-a învins pe Christian si Jack Swagger într-un Hardcore Match câștigând centura ECW Championship
  - Dreamer l-a numarat pe Swagger dupa un «Dreamer DDT».
- Santina Marella a învinso pe Vickie Guerrero (cu Chavo) câștigând coroana "Miss Wrestlemania".
  - Santina a numarato pe Vickie
- Batista l-a învins pe Randy Orton într-un Steel Cage Match câștigând titlul WWE Championship
  - Batista l-a numarat pe Orton dupa un «Batista Bomb».
- John Cena l-a învins pe Big Show într-un Submission Match
  - Cena l-a făcut pe Show sa cedeze cu un «STF» cu ajutorul corzilor
- Jeff Hardy l-a învins pe Edge într-un Ladder Match, câștigând titlul WWE World Heavyweight Championship
  - Hardy a câștigat după ce a desfacut centura.
- CM Punk l-a învins pe Jeff Hardy câștigând titlul WWE World Heavyweight Championship
  - Punk l-a numarat pe Hardy dupa douo «Go To Sleep».
  - Punk și-a folosit servieta Money in the Bank.

### 2010
Extreme Rules 2010 a avut loc pe data de 25 aprilie 2010, evenimentul fiind gazduit de 1st Mariner Arena
din Baltimore, Maryland.
- The Hart Dynasty i-a învins pe ShoMiz, John Morrison & R-Truth și MVP & Mark Henry într-un Gauntlet Match
  - ShoMiz i-a invins pe Morrison si Truth prin descalificare.
  - ShoMiz i-a invins pe MVP si Henry dupa un KO Punch a lui Show
  - Hart Dynasty i-a invins pe ShoMiz dupa ce Hart Smith l-a numarat pe Miz dupa un «Hart Attack».
- CM Punk (cu Gallows si Serena) l-a învins pe Rey Mysterio într-un Hair Match
  - Punk l-a numarat pe Mysterio dupa un «Go To Sleep».
  - Daca Punk pierdea, trebuia sa se tunda
  - In timpul meciului, un individ misterios l-a atacat pe Mysterio.
- JTG l-a învins pe Shad într-un Strap Match
  - JTG a câștigat meciul, după ce a atins ce-le patru colțuri a ringului
- Jack Swagger i-a învins pe Randy Orton într-un Extreme Rules Match păstrându-și WWE World Heavyweight Championship
  - Swagger l-a numarat pe Orton dupa un «Gutwrench Powerbomb».
- Sheamus l-a învins pe Triple H în-trun Street Fight Match
  - Sheamus l-a numarat pe Triple H dupa patru «Brogue Kicks».
  - Inainte de meci, Sheamus l-a atacat pe Triple H in backstage.
- Beth Phoenix a învinso pe Michelle McCool într-un Extreme Makeover Match câștigând titlul Women's Championship
  - Phoenix a numarato pe McCool dupa un «Glam Slam».
- Edge l-a învins pe Chris Jericho într-un Steel Cage Match
  - Edge l-a numarat pe Jericho dupa douo «Spears».
- John Cena l-a învins pe Batista într-un Last Man Standing Match, păstrându-și titlul WWE Championship
  - Cena a câștigat după ce Batista nu s-a putut ridica de jos pana la 10 dupa ce Cena l-a legat de corzi cu banda adeziva

### 2011
Extreme Rules 2011 a avut loc pe data de 1 mai 2011, evenimentul fiind gazduit de St. Pete Times Forum
din Tampa, Florida.
- Randy Orton l-a învins pe CM Punk într-un Last Man Standing Match
  - Orton a câștigat după ce Punk nu s-a mai putut ridica de jos pana la 10 dupa un RKO de pe a treia coardă.
- Kofi Kingston l-a învins pe Sheamus într-un Tables Match câștigând titlul WWE United States Championship
  - Kingston a câștigat după ce i-a aplicat lui Sheamus un «Boom Drop» pe o masă
  - Cu victoria lui Kofi, campionatul s-a întors la marca Raw.
  - Dacă Sheamus câștiga, campionatul mergea la SmackDown.
- Michael Cole & Jack Swagger i-a învins pe Jim Ross & Jerry Lawler într-un Country Whipping Match
  - Cole l-a numarat pe Ross cu un «Roll-Up».
- Rey Mysterio l-a învins pe Cody Rhodes într-un Falls Count Anywhere Match
  - Mysterio l-a numarat pe Rhodes dupa un «619» urmat de un «Splash».
- Layla a învinso pe Michelle McCool într-un No Disqualification, No Count-Out Loser Leaves WWE Match
  - Layla a numarato pe McCool cu un «Crucifix Roll-Up».
  - Ca rezultat, McCool a abandonat WWE. După meci a fost atacată de Kharma.
- Christian l-a învins pe Alberto del Rio într-un Ladder Match câștigând vacantul titlu WWE World Heavyweight Championship
  - Christian a câștigat după ce a desfăcut centura.
  - În timpul meciului, Brodus Clay a intervenit ajutândul pe del Rio și Edge pe Christian.
  - În mod normal, Edge trebuia să apere centura cu Del Rio, dar s-a retras din wrestling, abandonând campionatul.
- Big Show & Kane i-a învins pe The Corre (Wade Barrett & Ezekiel Jackson) într-un Lumberjack Match păstrându-și centurile WWE Tag Team Championship
  - Show l-a numarat pe Barrett dupa un «Chokeslam».
- John Cena i-a învins pe The Miz(c) și John Morrison într-un Steel Cage Match, câștigând titlul WWE Championship
  - Cena l-a numarat pe Miz dupa un «Attitude Adjustment» de pe a treia coardă

### 2012
Extreme Rules 2012 a avut loc pe data de 29 aprilie 2012, evenimentul fiind gazduit de Allstate Arena
din Rosemont, Illinois.
- Randy Orton l-a învins pe Kane într-un Falls Count Anywhere Match
  - Orton a câștigat după un «RKO» pe un scaun.
- Brodus Clay (cu Cameron, Naomi & Hornswoggle) l-a învins pe Dolph Ziggler (cu Vickie Guerrero & Jack Swagger)
  - Clay l-a numarat pe Ziggler dupa un «Ah Funk It!».
- Cody Rhodes l-a învins pe Big Show într-un Tables Match câștigând titlul WWE Intercontinental Championship
  - Rhodes a câștigat după un «Dropkick» și Show a rupt masa cu piciorul.
- Sheamus l-a învins pe Daniel Bryan într-un 2-out-of-3 Falls Match păstrându-și titlul WWE World Heavyweight Championship
  - Bryan a fost descalificat când îl lovea în continuare pe Sheamus în timp ce atingea corzile. [1-0]
  - Bryan l-a lăsat K.O. pe Sheamus cu «Yes! Lock». [1-1]
  - Sheamus l-a numarat pe Bryan dupa un «Brogue Kick». [2-1]
- Ryback i-a învins pe Aaron Relic & Jay Hatton.
  - Ryback i-a numarat pe ambii dupa un «Double Shell Shocked».
- CM Punk l-a învins pe Chris Jericho într-un Chicago Street Fight păstrându-și centura WWE Championship
  - Punk l-a numarat pe Jericho dupa un «Go To Sleep».
- Layla a învinso pe Nikki Bella (cu Brie Bella) câștigând centura WWE Divas Championship
  - Layla a numarato pe Brie dupa un «Lay-Out».
  - În timpul meciului, Brie s-a schimbat în locul lui Nikki.
- John Cena l-a învins pe Brock Lesnar într-un Extreme Rules Match
  - Cena l-a numarat pe Lesnar dupa un «Attitude Adjustment» pe scarile metalice
  - Aceasta a fost prima lupta a lui Lesnar după 8 ani la WrestleMania XX.

### 2013
Extreme Rules 2013 a avut loc pe data de 19 mai 2013, evenimentul fiind gazduit de Scottrade Center
din St. Louis, Missouri.
- Chris Jericho l-a învins pe Fandango (cu Summer Rae)
  - Jericho a câștigat după un «Codebreaker» în aer.
- Dean Ambrose l-a învins pe Kofi Kingston câștigând titlul WWE United States Championship
  - Ambrose l-a numarat pe Kofi dupa un «Dirty Deeds».
- Sheamus l-a învins pe Mark Henry într-un Strap Match
  - Sheamus a câștigat meciul, după ce a atins consecutiv ce-le patru colțuri a ringului
- Alberto del Rio (cu Ricardo Rodriguez) l-a învins pe Jack Swagger (cu Zeb Colter) într-un «I Quit» Match câștigând o sansa pentru titlul WWE World Heavyweight Championship
  - Del Rio l-a făcut pe Swagger sa zica «I Quit» cu un «Cross Armbreaker».
  - În mod normal, Ziggler trebuia sa apere centura mondiala cu Swagger si del Rio in-trun Ladder Match, dar a fost scos din meci dupa o comotie cerebrala.
- The Shield (Seth Rollins & Roman Reigns) i-a învins pe Team Hell No (Daniel Bryan si Kane) într-un Tornado Tag Team Match câștigând centurile WWE Tag Team Championship
  - Reigns l-a numarat pe Bryan dupa un «Diving Knee Drop» a lui Rollins in timp ce Reigns ii aplica un «Argentine Backbreaker».
- Randy Orton l-a învins pe Big Show într-un Extreme Rules Match
  - Orton l-a numarat pe Show dupa un «Running Punt Kick».
- Campionul WWE John Cena si Ryback a terminat in "no contest" într-un Last Man Standing Match
  - Lupta a terminat in no contest dupa ce Ryback i-a aplicat un «Spinebuster» in scenografie
- Brock Lesnar (cu Paul Heyman) l-a învins pe Triple H într-un Steel Cage Match
  - Lesnar l-a numarat pe Triple H dupa un «F-5».
  - In timpul meciului, Heyman a intervenit in favoarea lui Lesnar.

### 2014
Extreme Rules 2014 a avut loc pe data de 4 mai 2014, evenimentul fiind gazduit de Izod Center
din East Rutherford, New Jersey.
- Cesaro (cu Paul Heyman) i-a învins pe Rob Van Dam și Jack Swagger (cu Zeb Colter) într-un Elimination Match
  - RVD l-a numărat pe Swagger după un «Five Star Frog Splash».
  - Cesaro l-a numarat pe RVD după un «Neutralizer» pe un coș de gunoi.
- Alexander Rusev (cu Lana) i-a învins pe R-Truth și Xavier Woods
  - Rusev l-a făcut pe Woods să cedeze cu «The Accolade».
- The Shield (Seth Rollins, Dean Ambrose, Roman Reigns) i-a învins pe Evolution (Triple H, Randy Orton, Batista)
  - Reigns l-a numărat pe Batista după un «Spear».
- Bad News Barrett l-a învins pe Big E câștigând centura WWE Intercontinental Championship
  - Barrett l-a numarat pe Big E dupa un «Bad News Bull Hammer».
- Bray Wyatt (cu Luke Harper & Erick Rowan) l-a învins pe John Cena într-un Steel Cage Match
  - Wyatt a câștigat meciul după ce a ieșit din cușcă.
  - În timpul meciului, Harper, Rowan și un copil a-u intervenit în favoarea lui Wyatt.
- Paige învinso pe Tamina Snuka păstrându-și Campionatul Divelor
  - Paige a făcuto pe Tamina să cedeze cu «PTO».
- Daniel Bryan l-a învins pe Kane într-un Extreme Rules Match păstrându-și Campionatul Mondial WWE
  - Bryan l-a numarat pe Kane dupa un «Running Knee».

### 2015
Extreme Rules 2015 a avut loc pe data de 26 aprilie 2015, evenimentul fiind gazduit de Allstate Arena
din Rosemont, Illinois.
- Dean Ambrose l-a învins pe Luke Harper într-un Chicago Street Fight
  - Ambrose l-a numărat pe Harper după un «Dirty Deeds».
- Dolph Ziggler l-a învins pe Sheamus într-un Kiss Me Arse Match
  - Ziggler l-a numărat pe Sheamus cu un «Roll-Up».
- The New Day (Big E & Kofi Kingston) (cu Xavier Woods) i-au învins pe Tyson Kidd și Cesaro (cu Natalya) câștigând Campionatele în Perechi din WWE.
  - Kingston l-a numărat pe Cesaro cu un «Roll-Up».
- John Cena l-a învins pe Rusev (cu Lana) într-un Russian Chain Match păstrându-și titlul WWE United States Championship
  - Cena a câștigat după ce a atins ce le patru colțuri al ringului de formă consecutivă.
  - În timpul meciului, Lana a intervenit în favoarea lui Rusev, dar acesta a expulzato din ring.
- Nikki Bella (cu Brie Bella) a învinso pe Naomi păstrându-și titlul WWE Divas Championship
  - Nikki a numărato pe Naomi după un «Rack Attack».
  - În timpul meciului, Brie a intervenit în favoarea lui Nikki.
- Roman Reigns l-a învins pe Big Show într-un Last Man Standing Match
  - Reigns a câștigat după ce Show nu s-a mai putut ridica de jos pâna la 10 după ce Reigns i-a aplicat un Spear de masa comentatorilor.
- Seth Rollins l-a învins pe Randy Orton într-un Steel Cage Match păstrându-și Campionatul Mondial WWE
  - Rollins a câștigat lupta după ce a ieșit pe ușa cușci.
  - În timpul meciului, Jamie Noble și Joey Mercury a-u intervenit în favoarea lui Rollins.
  - În timpul meciului, Kane i-a atacat pe Rollins, Orton, Noble și Mercury cu un «Chokeslam».
  - Orton avea interzis să folosească «RKO». În schimb, Orton și Rollins a-u aplicat un RKO în timpul meciului.

### 2016
Extreme Rules 2016 a avut loc pe data de 22 mai 2016, evenimentul fiind gazduit de Prudential Center
din Newark, New Jersey.
- The Club (Karl Anderson & Luke Gallows) i-au învins pe The Usos într-un Tornado Tag Team Match
  - Gallows l-a numărat pe Jimmy după un «Magic Killer».
- Rusev (cu Lana) l-a învins pe Kalisto câștigând titlul WWE United States Championship
  - Rusev l-a făcut pe Kalisto să cedeze cu «The Accolade».
- The New Day (Big E & Xavier Woods) (cu Kofi Kingston) i-au învins pe The Vaudevillains (Aiden English & Simon Gotch) păstrându-și Campionatele în Perechi din WWE.
  - Woods l-a numărat pe Gotch după un «Trouble in Paradise» a lui Kingston și un «Shinning Wizard».
  - În timpul meciului, Kingston a intervenit în favoarea lui The New Day.
- The Miz (cu Maryse) i-a învins pe Cesaro, Kevin Owens și Sami Zayn păstrându-și titlul WWE Intercontinental Championship
  - The Miz l-a numărat pe Cesaro după un «Helluva Kick» a lui Zayn.
  - În timpul meciului, Maryse a intervenit în favoarea lui Miz.
- Dean Ambrose l-a învins pe Chris Jericho într-un Asylum Match
  - Ambrose l-a numărat pe Jericho după un «Dirty Deeds» pe pioneze.
- Charlotte a învinso pe Natalya într-un Submission Match păstrânduși Campionatul Feminin din WWE
  - Charlotte a făcuto pe Natalya să cedeze după un «Figure-Eight Leglock».
  - În timpul meciului, Dana Brooke a intervenit în favoarea lui Charlotte.
- Roman Reigns l-a învins pe AJ Styles într-un Extreme Rules Match păstrându-și Campionatul Mondial WWE
  - Reigns l-a numărat pe Styles după un «Spear».
  - În timpul meciului, Karl Anderson și Luke Gallows a-u intervenit în favoarea lui Styles iar The Usos în favoarea lui Reigns.
  - După meci, Rollins și-a făcut întoarcerea atacândul pe Reigns cu un «Pedigree».

### 2017
Extreme Rules 2017 a avut loc pe data de 4 iunie 2017, evenimentul fiind gazduit de Royal Farms Arena
din Baltimore, Maryland.
- The Miz (cu Maryse) l-a învins pe Dean Ambrose câștigând titlul WWE Intercontinental Championship (20:00).
  - Miz l-a numărat pe Ambrose după un «Skull Crushing Finale».
  - În timpul meciului, Maryse l-a ajutat pe Miz să câștige.
- Rich Swann și Sasha Banks i-au învins pe Noam Dar și Alicia Fox (6:18).
  - Swann l-a numărat pe Dar după un «Phoenix Splash».
- Alexa Bliss a învins-o pe Bayley într-un Kendo Stick-on-a-Pole Match păstrându-și centura Raw Women's Championship (5:10).
  - Alexa a numărat-o pe Bayley după un «Bliss DDT».
- Sheamus și Cesaro i-au învins pe The Hardy Boyz (Matt Hardy & Jeff Hardy) într-un Steel Cage Match câștigând centurile WWE Raw Tag Team Championship (14:56).
  - Sheamus și Cesaro a-u câștigat meciul după ce a-u ieșit din cușcă.
- Neville l-a învins pe Austin Aries într-un Submission Match păstrându-și titlul WWE Cruiserweight Championship (17:35)
  - Neville l-a făcut pe Aries să cedeze cu un «Rings of Saturn».
- Samoa Joe i-a învins pe Bray Wyatt, Seth Rollins, Roman Reigns & Finn Balor într-un Fatal 5-Way Extreme Rules Match câștigând o șansă pentru Campionatul Universal la Great Balls Of Fire (29:15)
  - Joe a câștigat meciul după ce l-a lăsat înconștient pe Balor cu «Coquina Clutch».

### 2018
Extreme Rules 2018 a avut loc pe data de 15 iulie 2018, evenimentul fiind gazduit de PPG Paints Arena
din Pittsburgh, Pennsylvania.
- Pre-show: Andrade "Cien" Almas l-a învins pe Sin Cara (7:00)
  - Almas l-a numărat pe Sin Cara după un «Hammerlock DDT».
- Pre-show: SAni†Y (Eric Young, Alexander Wolfe, și Killian Dain) ia-u învins pe The New Day (Big E, Kofi Kingston, și Xavier Woods) într-un Tables Match (8:00)
  - Sanity au câștigat după ce Young i-a aplicat un «Elbow Drop» lui Kingston pe o masă.
- The B-Team (Bo Dallas și Curtis Axel) ia-u învins pe Matt Hardy și Bray Wyatt (c) câștigând centurile WWE Raw Tag Team Championship (8:00)
  - Dallas l-a numărat pe Hardy după un «Rollin cutter»
- Finn Bálor l-a învins pe Baron Corbin (8:20)
  - Balor l-a numărat pe Corbin cu un «Roll-Up».
- Carmella (c) a învins-o pe Asuka păstrându-și centura WWE SmackDown Women's Championship (5:25)
  - Carmella a învins-o pe Asuka după ce a lovit-o de cușcă în care era suspendat James Ellsworth.
- Shinsuke Nakamura l-a învins pe Jeff Hardy (c) câștigând centura WWE United States Championship (0:06)
  - Nakamura l-a numărat pe Hardy după un «Kinshasa».
  - Înaintea meciului, Nakamura i-a aplicat un low blow lui Hardy.
- Kevin Owens l-a învins pe Braun Strowman într-un Steel Cage match (8:05)
  - Owens a câștigat după ce a fost aruncat din cușcă pe masa comentatorilor.
- The Bludgeon Brothers (Harper și Rowan) (c) ia-u învins pe Team Hell No (Daniel Bryan și Kane) păstrându-și centurile WWE SmackDown Tag Team Championship (8:20)
  - Harper l-a numărat pe Bryan după un «Doomsday Device».
  - Înaintea meciului, Harper și Rowan i-au atacat pe Bryan și Kane lasândul pe acest ultim afară o mare parte a luptei.
- Bobby Lashley l-a învins pe Roman Reigns (14:50)
  - Lashley l-a numărat pe Reigns după un «Spear».
- Alexa Bliss (c) a învins-o Nia Jax într-un Extreme Rules Match păstrându-și centura WWE Raw Women's Championship (7:30)
  - Bliss a numărat-o pe Jax după un Bliss DDT pe un scaun.
- AJ Styles (c) l-a învins pe Rusev păstrându-și centura WWE Championship (15:35)
  - Styles l-a numărat pe Rusev după un «Phenomenal Forearm»
- Dolph Ziggler (c) (însoțit de Drew McIntyre) l-a învins pe Seth Rollins într-un 30-minute Iron Man match păstrându-și centura WWE Intercontinental Championship (30:15)
  - Ziggler l-a numărat pe Rollins după un «Zig-Zag» în timp de McIntyre i-a atras atenția, câștigând lupta cu scorul de 5-4.

### 2019
Extreme Rules 2019 a avut loc pe data de 15 iulie 2019, evenimentul fiind găzduit de Wells Fargo Center din Philadelphia, Pennsylvania.
- Pre-show: Shinsuke Nakamura l-a învins pe Finn Balor (c) câștigând campionatul WWE Intercontinental Championship (7:40)
  - Nakamura l-a numărat pe Balor după două «Kinshasa».
- Pre-show: Drew Gulak l-a învins pe Tony Nese păstrându-și campionatul WWE Cruiserweight Championship (7:25)
  - Gulak l-a numărat pe Nese după un «Torture Rack Neckbreaker».
- The Undertaker și Roman Reigns i-au învins pe Shane McMahon și Drew McIntyre într-un No Holds Barred tag team match (17:00)
  - Undertaker l-a numărat pe Shane după un «Tombstone Piledriver».
  - În timpul meciului, Elias a intervenit în favoarea lui Shane și McIntyre.
- The Revival (Scott Dawson și Dash Wilder) (c) i-au învins pe The Usos (Jey Uso și Jimmy Uso) păstrându-și campionatele WWE Raw Tag Team Championship (12:35)
  - Wilder l-a numărat pe Jimmy după un «Shatter Machine».
- Aleister Black l-a învins pe Cesaro (9:45)
  - Black l-a numărat pe Cesaro după un «Black Mass».
- Bayley (c) le-a învins pe Alexa Bliss și Nikki Cross într-un Handicap Match păstrându-și campionatul WWE SmackDown Women's Championship (10:30)
  - Bayley a numărat-o pe Cross după un «Bayley Elbow Drop».
- Braun Strowman l-a învins pe Bobby Lashley într-un Last Man Standing match (17:30)
  - Strowman a câștigat după ce Lashley nu s-a mai ridicat la numărătoarea de 10 după un «Running Powerslam» pe platformă.
- The New Day (Big E și Xavier Woods) i-au învins pe Daniel Bryan și Rowan (c) și Heavy Machinery (Otis și Tucker) câștigând campionatele WWE SmackDown Tag Team Championship (14:00)
  - Woods l-a numărat pe Bryan după un «Midnight Hour».
- AJ Styles (însoțit de Luke Gallows și Karl Anderson) l-a învins pe Ricochet (c) câștigând campionatul WWE United States Championship (16:30)
  - Styles l-a numărat pe Ricochet după un «Styles Clash» de pe a doua coardă.
- Kevin Owens l-a învins pe Dolph Ziggler (0:17)
  - Owens l-a numărat pe Ziggler după un «Stunner».
- Kofi Kingston (c) l-a învins pe Samoa Joe păstrându-și campionatul WWE Championship (9:45)
  - Kingston l-a numărat pe Joe după un «Trouble in Paradise».
- Seth Rollins (c) și Becky Lynch (c) i-au învins pe Baron Corbin și Lacey Evans într-un Last Chance Winners Take All mixed tag team Extreme Rules match păstrându-și campionatul WWE Universal Championship și WWE Raw Women's Championship (19:55)
  - Rollins l-a numărat pe Corbin după trei «Curb Stomp».
- Brock Lesnar l-a învins pe Seth Rollins (c) câștigând campionatul WWE Universal Championship (0:15)
  - Lesnar l-a numărat pe Rollins după un «F-5».
  - Lesnar și-a folosit servieta Money in the Bank.

### 2020
Extreme Rules 2020 a avut loc pe data de 19 iulie 2020, evenimentul fiind găzduit de WWE Performance Center din Orlando, Florida.
- Pre-show: Kevin Owens l-a învins pe Murphy (8:55)
  - Owens l-a numărat pe Murphy după un «Stunner».
- Cesaro și Shinsuke Nakamura i-au învins pe The New Day (Big E și Kofi Kingston) într-un Tables Match câștigând campionatele WWE SmackDown Tag Team Championship (10:25)
  - Cesaro și Nakamura au câștigat după ce Cesaro i-a aplicat un «Powerbomb» lui Kofi de pe colțul ringului pe douo mese care se aflau afară.
- Bayley (c) (însoțită de Sasha Banks) a învins-o pe Nikki Cross (însoțită de Alexa Bliss) păstrându-și campionatele WWE SmackDown Women's Championship (12:20)
  - Bayley a numărat-o pe Cross după un «Rose Plant».
- MVP (însoțit de Bobby Lashley) l-a învins pe campionul Statelor Unite Apollo Crews la masa verde (0:00)
  - MVP a câștigat lupta după ce Crews nu s-a prezentat.
  - Cu acest rezultat, Crews a păstrat campionatul cu design-ul vechi, iar MVP, îl păstrează pe cel nou.
- Seth Rollins l-a învins pe Rey Mysterio într-un Eye for an Eye match (18:05)
  - Rollis a câștigat după ce a reușit să-i scoată ochiul lui Mysterio cu colțul scărilor de oțel (kayfabe).
- Asuka (însoțită de Kairi Sane) împotriva lui Sasha Banks (însoțită de Bayley) a terminat fără rezultat (20:00)
  - Lupta a terminat fără rezultat atunci când Banks a numărat-o pe Asuka după ce Bayley a lovit-o cu campionatul și a făcut numărătoarea purtând tricoul arbitrului.
- Drew McIntyre (c) l-a învins pe Dolph Ziggler într-un Extreme Rules Match păstrându-și campionatul WWE Championship (15:25)
  - McIntyre l-a numărat pe Ziggler după un «Claymore».
  - Stipulația acestei lupte putea fii folosită doar de Ziggler.
  - Dacă McIntyre pierdea prin count out sau descalificare, Ziggler câștiga campionatul.
- Bray Wyatt l-a învins pe Campionul Universal Braun Strowman (c) într-un Wyatt Swamp Fight (18:00)
  - Wyatt a câștigat după ce l-a înnecat pe Strowman în mlaștină.
  - Campionatul lui Strowman nu a fost pus în joc.

### 2021
Extreme Rules 2021 a avut loc pe data de 26 septembrie 2021, evenimentul fiind găzduit de Nationwide Arena din Columbus, Ohio.
- Pre-show: Liv Morgan a învins-o pe Carmella (7:52)
  - Morgan a numărat-o pe Carmella după un «ObLIVion».
- The New Day (Big E, Kofi Kingston & Xavier Woods) i-au învins pe Bobby Lashley, AJ Styles & Omos (18:15)
  - Big E l-a numărat pe Lashley după un «Big Ending».
- The Usos (Jey Uso și Jimmy Uso) (c) i-au învins pe The Street Profits (Montez Ford & Angelo Dawkins) păstrându-și campionatele WWE SmackDown Tag Team Championship (13:45)
  - Jimmy l-a numărat pe Ford după un «Double Uso Splash».
- Charlotte Flair (c) a învins-o pe Alexa Bliss păstrându-și campionatul WWE Raw Women's Championship (11:25)
  - Charlotte a numărat-o pe Bliss după un «Natural Selection».
- Damian Priest (c) i-a învins pe Sheamus și Jeff Hardy într-un Triple Threat match păstrându-și campionatul WWE United States Championship (13:25)
  - Priest l-a numărat pe Sheamus cu un «Roll-Up».
- Bianca Belair a învins campioana feminină din SmackDown Becky Lynch (c) prin descalificare (16:30)
  - Arbitrul a oprit lupta după ce Sasha Banks și-a făcut revenirea și l-ea atacat pe Belair și Lynch.
  - Cu acest rezultat, Lynch a păstrat campionatul.
- Roman Reigns (c) l-a învins pe "The Demon" Finn Bálor într-un Extreme Rules match păstrându-și campionatul WWE Universal Championship (19:45)
  - Reigns l-a numărat pe Bálor după o «Suliță».
  - În timpul luptei, The Usos au intervenit în favoarea lui Reigns.